# Austenland
Austenland é um filme independente de comédia romântica de 2013 dirigido por Jerusha Hess. Baseado no romance homônimo de Shannon Hale de 2007 e produzido pela autora Stephenie Meyer, estrelado por Keri Russell como uma solteira de trinta e poucos anos obcecada pelo romance de Jane Austen de 1813, Orgulho e Preconceito, que viaja para um resort britânico chamado Austenland, em que a era Austen é recriada. JJ Feild, Jane Seymour, Bret McKenzie e Jennifer Coolidge co-estrelam.

## Sinopse
Jane Hayes, uma mulher americana obcecada por Jane Austen - especialmente a interpretação de Darcy por Colin Firth na adaptação de 1995 para a BBC de Orgulho e Preconceito - gasta todas as suas economias em uma viagem a um resort temático de Jane Austen na Inglaterra. Na “Austenland”, as convidadas recebem pseudônimos e trajes de época, vivendo como damas da era Regência. O destaque do resort é o romance garantido com os atores masculinos, embora nenhum toque seja permitido.
Enquanto Jane só pode pagar o pacote de "cobre" mais barato, os outros convidados compraram a opção de "platina" mais cara. Embora faça amizade com a colega convidada Sra. "Elizabeth Charming", Jane é tratada com desdém pela gerente, Sra. Wattlesbrook, que prefere os hóspedes mais ricos. Jane e Elizabeth encontram seus companheiros atores - o obsequioso Coronel Andrews e o nada entusiasmado Sr. Henry Nobley, sobrinho da Sra. Wattlesbrook - e “Lady Amelia Heartwright”, outra convidada. Amelia e Elizabeth flertam abertamente com Nobley, a quem Jane acha desagradável. (O argumento deles reflete o primeiro encontro de Elizabeth Bennet e o Sr. Darcy em Orgulho e Preconceito).
Martin, o chofer/palafreneiro do resort, flerta com Jane. Com ciúmes, Nobley resgata Jane de uma caminhada na chuva. Ela visita Martin em seus aposentos; depois de mais flertar e testemunhar o nascimento de um potro, eles se beijam e passam a tarde seguinte juntos. Quando outro ator, o musculoso Capitão George East, chega e flerta com Jane, Martin a rejeita por "desfilar" com os atores. Ela pergunta se ele está terminando com ela, e ele responde que eles nunca "namoraram".
Forçada a tocar piano para o grupo, Jane canta a única música que conhece, "Hot in Herre", chocando a Sra. Wattlesbrook. Em seu caminho para encontrar Martin, Jane é interrompida por Nobley, que adverte contra "pular com os servos". Voltando para a casa, Jane luta contra um bêbado Sr. Wattlesbrook.
Determinada a encontrar o amor ao final de sua estada, Jane se encarrega de sua "história". Elizabeth a ajuda a roubar alguns dos trajes de Amelia, e Jane encanta o grupo com sua confiança recém-adquirida. A Sra. Wattlesbrook descobre o celular contrabandeado de Jane e se prepara para despejá-la, mas Amelia mente para salvá-la. Em troca, Amelia chantageia Jane para ajudá-la a ficarem sozinhos com East. A festa ensaia uma peça (espelhando o que os personagens fizeram em Mansfield Park), e Jane se junta a Nobley para permitir que Amelia tenha um tempo com East. Jane e Nobley se unem, e Martin tenta se desculpar com ela. Após a jogada desastrosa, Jane e Nobley fogem para o quarto dela, onde Nobley pede uma dança durante o baile final.
No baile, Nobley confessa seu amor por Jane. Desiludida depois de ver os outros atores realizarem as fantasias de seus convidados com falsas proclamações de amor, Jane declara que prefere algo real e vai embora, passando a noite com Martin.
Saindo de Austenland, Jane descobre que Amelia é americana, e que Nobley pediu a Amelia para fingir que o telefone de Jane era dela para evitar que Jane fosse mandada embora. A Sra. Wattlesbrook revela que o ator atribuído a Jane não era Nobley, mas Martin - cujo romance com Jane foi totalmente roteirizado. Zangada por ter sido enganada e certa de que ela não é a única convidada atacada pelo Sr. Wattlesbrook, Jane ameaça processar a Sra. Wattlesbrook e fechar Austenland.
Martin é enviado ao aeroporto para acertar as coisas com Jane, mas Nobley aparece, afirmando que suas próprias afeições eram genuínas, mas Jane dispensa os dois. Quando Nobley tenta novamente expressar seus sentimentos, Jane agradece por ser "perfeito" e vai embora.
De volta a casa, Jane limpa sua coleção Darcy. Nobley chega, tendo viajado através do Atlântico para devolver seu bloco de desenho. Ele explica que seu nome realmente é Henry Nobley, ele é um professor de história que simplesmente queria vivenciar a era Austen, e que a ama. Jane finalmente acredita nele e eles se beijam.
Uma cena no meio dos créditos revela que Elizabeth comprou Austenland e a transformou em um parque temático, auxiliada pelo Coronel Andrews. O Sr. Wattlesbrook agora trabalha como catador de lixo, o Capitão East faz um show de striptease para o deleite de Amelia, Martin é desprezado pelos convidados e Jane e Nobley ainda estão muito apaixonados.

## Elenco
- Keri Russell como Jane Hayes
- JJ Feild como Sr. Henry Nobley
- Bret McKenzie como Martin
- Jennifer Coolidge como Elizabeth Charming
- James Callis como Coronel Andrews
- Jane Seymour como Sra. Wattlesbrook
- Georgia King como Lady Amelia Heartwright
- Ricky Whittle como Capitão George East
- Rupert Vansittart como Sr. Wattlesbrook
- Richard Reid como Nigel

## Produção
Austenland foi filmado no verão de 2012 no West Wycombe Park em Buckinghamshire.

## Lançamento
O filme estreou no Festival de Cinema de Sundance de 2013 em 18 de janeiro de 2013, e seus direitos de distribuição foram comprados pela Sony Pictures Worldwide Acquisitions logo depois por US$4 milhões.
Foi lançado nos cinemas em quatro cinemas nos Estados Unidos em 16 de agosto de 2013. No fim de semana de 30 de agosto, teve um lançamento mais amplo, sendo exibido em 52 cinemas.

## Recepção critica
Rotten Tomatoes informou que 31% dos críticos deram ao filme uma resenha positiva com base em 112 resenhas, com uma classificação média de 4.76/10. O consenso dos críticos do site diz: "Apesar de uma premissa intrigante e ótimas performances de um elenco talentoso, Austenland sucumbe a clichês românticos ultrapassados e piadas pastelão." No Metacritic, o filme tem uma pontuação média ponderada de 42 de 100 com base em 32 críticos, indicando "críticas mistas ou médias".